# WebFinger

Logotipo del protocolo WebFinger.

WebFinger es un protocolo especificado por el IETF para el descubrimiento de información sobre personas y entes. La información puede ser descubierta por medio de un URI "acct:", que es un URI similar a una dirección de correo electrónico.
WebFinger fue especificado como el protocolo de descubrimiento para OpenID Connect, el cual es un protocolo que permite registrarse más fácilmente en sitios de Internet.
El protocolo WebFinger es utilizado por las redes sociales federadas GNU Social y Diáspora para descubrir usuarios entre nodos distribuidos.
Como nota histórica, el nombre "WebFinger" deriva del viejo protocolo de Finger ARPANET, sin embargo, es un protocolo muy diferente diseñado para HTTP.